# Metapenaeus kutchensis
Metapenaeus kutchensis är en kräftdjursart som beskrevs av George, George och Rao 1963. Metapenaeus kutchensis ingår i släktet Metapenaeus och familjen Penaeidae. Inga underarter finns listade i Catalogue of Life.